# 猎德村

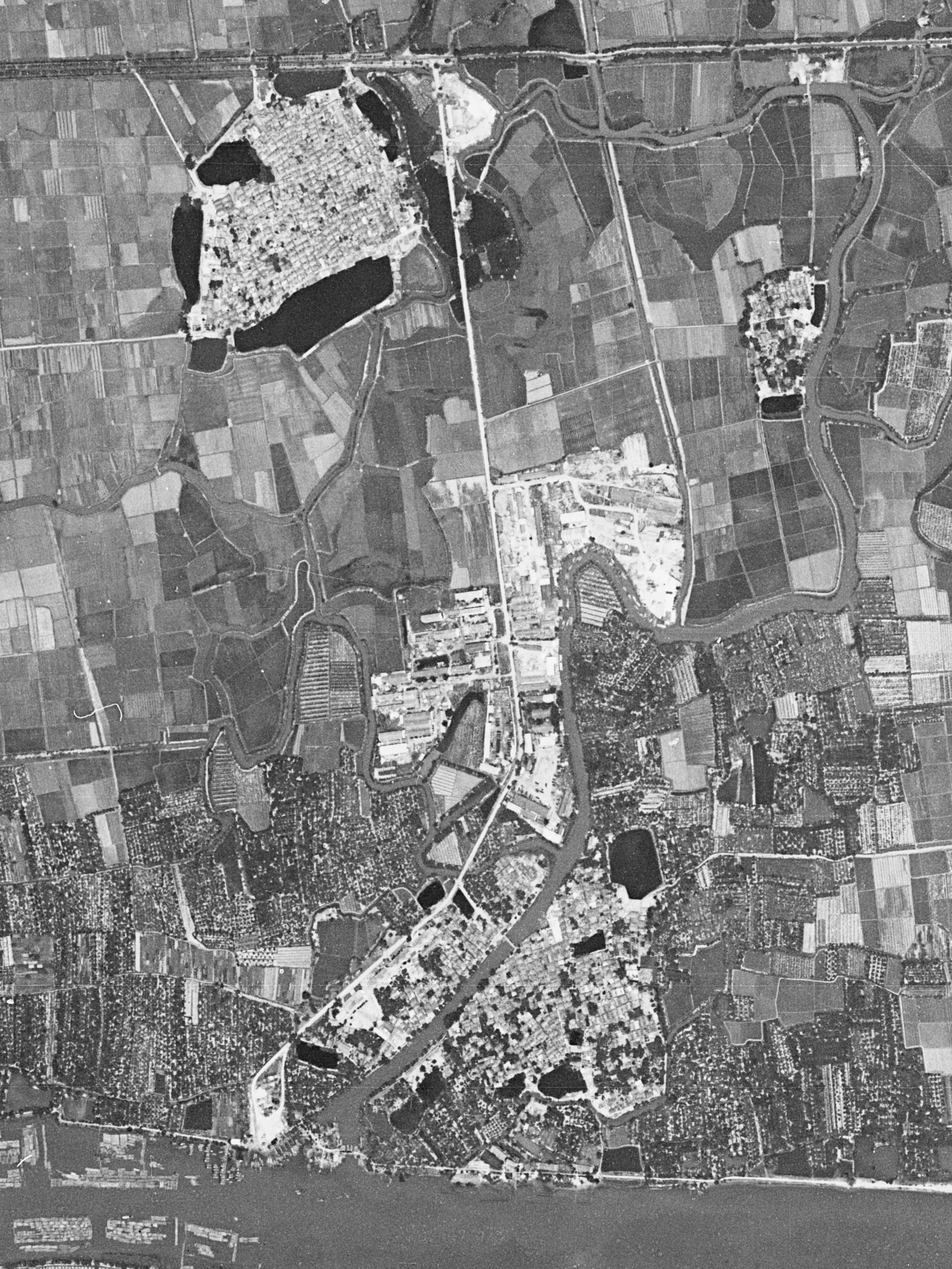
1966年猎德村（右下）和冼村（左上）卫星图

猎德村位于中国广州市天河区猎德街道，是一座有900多年历史的村落。
猎德村位于珠江新城南部，南濒临珠江，村面积约470亩，还有发展经济用地约350亩，猎德涌从村中流过，将村庄分为东、西村。

## 得名由来
猎德，源自西汉思想家杨雄《法言义疏·学行》中“耕道而得道，猎德而得德”诗句，寓追求道德完全之意。

## 歷史
猎德开村始祖为李铨，于北宋徽宗年间到猎德定居，至今有900年历史，据宋元丰三年（1080年）的《元丰九域志》记载，是当时广州南海郡番禺县七镇之一。在两次鸦片战争期间建有猎德炮台，狙击英法联军。改革开放后，古村逐渐變成滿佈握手樓的城中村，環境衛生惡劣。

## 改造
2007年前，广州市政府禁止开发商参与城中村，导致相关工作几乎没有进展。市政府放开该限制后，猎德村成为了首个拆除重建改造的城中村。改造前，猎德村总用地面积33.63万m2，净用地面积25.43万m2，总建筑面积68.62万m2，全村户籍人口7865人、3167户，外来人口近10000人。
2002年猎德村实行撤村改制，同年11月26日，村成立猎德经济开发有限公司。改制的同時，政府曾對獵德的舊改做過一次嘗試。广州市城市规划勘测设计研究院研究了旧猎德村、冼村等7条试点村的改造规划方案，编制了《猎德中心村更新规划》和《猎德村修建性详细规划》（均未公開）。但由於早期版本的控制性详细规划規定的容积率过低，損害了村民利益，導致村民沒有改造意願，且政府禁止開發商進場使舊改資金需求也無法滿足。但是後來，一方面由於政策鬆動，由全面禁止開發商進場改為「政府主導，市場參與」，另一方面由於珠江新城的開發及片區內基礎設施建設需要，獵德村村民率先提出了改造草案，并在天河区政府牵头指导下编制了改造方案。新的方案与既有的控制性详细规划不符，因此需要對相關地块的控制性详细规划先行进行调整论证。论证在2007年7月获得市城市规划委员会全票通过，随后在9月份通过了公示。按照該改造方案，需要的建設費用約30億元人民幣，而村集體經濟猎德经济开发有限公司的年產值不到1億元，若按原來的政策，僅依靠村集體進行改造，顯然無法實施。按照方案，復建後的獵德新村大致可分為猎德大道-猎德大桥西側和東側部分，其中西侧的片区为融资地块，东侧的片区主要为回迁安置和配套区。2007年9月29日，富力地产和合景泰富以46亿元（樓面價8095.3元）拍下当时广州史上最大商业地块，即桥西融资地块。拍卖资金返还旧猎德村用于复建安置。
藉着廣州亞運的東風，獵德村於2007年10月啟動拆遷。經過大拆大建後，村民獲得巨額補償，2010年9月回遷，住進高層樓宇（回遷地塊容積率高達5.2）。原城中村地塊現已變成珠江新城商务区的一部分，建有高層住宅、高檔酒店、購物中心、甲級寫字樓等，此外還有拆除復建的宗祠、村牌坊、仿古商業街等。2024年12月24日，“猎德现代化都市旅游区”被评定为国家3A级旅游景区。

## 歇后语和俗语
- 猎德杨桃——尖笃
- 拆迁后，互联网上有「嫁個獵德佬，日日數錢數到老」的说法。[7]